# Козельское (Рязанская область)
Козельское — деревня в Клепиковском районе Рязанской области. Входит в состав Болоньского сельского поселения.

## География
Находится в северной части Рязанской области на расстоянии приблизительно 18 км на запад-северо-запад по прямой от районного центра города Спас-Клепики.

## История
В 1859 году здесь (тогда деревня Егорьевского уезда Рязанской губернии) был учтен 21 двор, в 1897 — 42. 

## Население
Численность населения: 177 человек (1859 год), 245 (1897), 9 в 2002 году (русские 100%), 4 в 2010.